# Eugen Sava
Eugen Sava (n. 4 august 1956, com. Mereni, Republica Moldova) este un arheolog și istoric din Republica Moldova, conferențiar universitar, doctor habilitat în istorie, specialist în arheologia epocii bronzului și epocii fierului din spațiul Euroasiatic, în muzeografie, în valorificarea și promovarea patrimoniului cultural național. Este directorul general al Muzeului Național de Istoriei a Moldovei. 

## Studii și formare profesională
În anul 1983 a absolvit Facultatea de Istorie a Universitătții de Stat din Moldova, Chișinău, după care urmează studiile post-universitare în calitate de stagiar la Institutul de Istorie a Culturii Materiale, Academia de Științe Arhivat în 22 iulie 2011, la Wayback Machine., Leningrad, URSS (1984-1985) și studiile de doctorat la Institutul Istoriei Culturii Materiale, Leningrad, URSS Arhivat în 22 iulie 2011, la Wayback Machine. încheiate prin susținerea, în anul 1989, a tezei, „Kul'tura mnogovalikovoj keramiki Dnestrovsko-Prutskogo mejdurečja (kul'turno-istoričeskaja charakteristika, chronologija i periodizacija)”, sub conducerea dr., membru-corespondent al AȘ URSS, V.M. Masson. În anul 1991, Eugen Sava devine bursier la Archaeological School at Sutton Hoo, Anglia, iar apoi la Fundația științifică Alexander von Humboldt, Berlin, Germania (1996-1998). În anul 2003, obține titlul de doctor habilitat la Universitatea de Stat din Moldova, prin susținerea publică a tezei „Interferențe cultural-cronologice în epoca bronzului târziu din spațiul carpato-nistrean (complexul cultural Noua-Sabatinovka)” avându-l drept coordonator pe profesorul universitar, doctor habilitat, Ion Niculiță. În parcursul de formare profesională, Eugen Sava a obținut titlul de cercetător științific superior (1999), conferențiar universitar (2000), dar și titlurile onorifice de membru-corespondent a Institutului German de Arheologie (Deutsches Arhaeologisches Institut Arhivat în 8 noiembrie 2022, la Wayback Machine.), Berlin (2009) și a Institutului de Arheologie al Academiei Române, Iași (2010).

## Activitatea didactică
A debutat în calitate de universitar în anii 1989-1994, ca titular al cursului de Arheologie la Facultatea de Istorie a Universității Pedagogice de Stat „I. Creangă”. În anul 1998 obține funcția de conferențiar universitar la Catedra Istoria Românilor, Departamentul Istorie și Relații Internaționale a universității Libere Internaționale din Moldova (Chișinău), reușind între anii 1999-2000 să obțină funcția de șef al Catedrei Istoria Universală și Relații Internaționale, ULIM, Chișinău, timp în care a fost responsabil de cursurile: „Arheologia”, „Indo-europenii”, „Istoria Greciei și Romei antice”, „Izvoarele și istoriografia Greciei și Romei Antice”, „Orașele antice grecești în spațiul nord-pontic”, „Relațiile Internaționale ale Greciei și Romei antice”, „Probleme fundamentale a istoriei universale antice”. A profesat și la Alma Mater, Universitatea de Stat din Moldova, între anii 1994-1996 și 2002-2008 ca titular a cursurilor: „Epoca bronzului mijlociu și tîrziu în spațiul Carpato-Nistrean, Schiță cultural-istorică”, „Indo-europenii”, „Istoria Greciei și Romei antice”, „Arheologia Preistorică în Europa”. După abilitarea cu dreptul de conducator de doctorate (2010), a îndrumat în calitate de conducător științific, elaborraea a patru deze de doctor. A fost profesor invitat la Freie Universität Berlin (1998, 2002) și Martin Luther Universität, Halle (2001).

## Activitatea științifică
După satisfacerea serviciului militar în cadrul flotei maritime militare a Uniunii Sovietice, începând cu anul 1980, este angajat în calitate de laborant, cercetător științific inferior, cercetător științific în Sectorul de Arheologie a Secției de Etnografie și Studierea Artelor al Academiei de Științe din Republica Moldova, Chișinău. Între anii 1990-1995 deține funcția de director al Muzeului de Arheologie, Institutul de Arheologie și Etnografie al Academiei de Științe din Republica Moldova Chișinău, iar apoi - de cercetător științific principal, Secția de Preistorie și Tracologie, Institutul de Arheologie și Etnografie al Academiei de Științe din Republica Moldova (2002-2006). Din anul 2006 până în prezent deține funcția de director general, Muzeul Național de Istorie a Moldovei, Chișinău. Începînd cu anul 1974 a participat la lucrările șantierelor arheologice pe cca 50 de situri din Republica Moldova, Rusia, Ucraina, România și Germania, a condus personal cca 20 șantiere arheologice în Republica Moldova: 1982, 1984 - Taraclia; Balabanu; 1989 – Uiutnoe, Frunze; 1989 – Tîrnauca; 1991 - Petrușeni; 1993-1996 – Rudi; 2003, 2005, 2006-2008 – Odaia/Miciurun; 2011-2012 – Sofia; 2016-2019 - Taraclia. În perioada anilor 1980-2019, a participat, prezentând comunicări și rapoarte științifice, la circa 90 de manifestări științifico-didactice organizate în Austria, Bulgaria, Croația, Germania, Italia, Kenya, Polonia, Republica Moldova, România, Rusia, Slovenia, Ucraina, din care se evidențiază: Научная конференция посвященная 90-летию со дня рождения Б.А. Латынина. Ленинград, 1990; Първи международeн симпозиум „Севтополис”. „Надгробните могили Югоизточна Европа” Казанлък, България, 1993; Urban origins in Eastern Africa. The Development of Urbanism in Africa from a Global Perspective. WAC Intercongress. Kenya, Mombasa, 25-29 January 1993; Inaugural Meeting. European Association of Archaeologissts. Lijbljana, Slovenia, 22-25 September 1994; Nomadenbewegungen und Kulturaustausch in den vorchristlichen Mettallzeiten (4000-500 v.Chr.). Kraków, 5-10 November 1995; XIII International Congress of Prehistoric and Protohistoric Sciense. The Sections of the International Congress of prehistoric and protohistoric sciences. Forli, Italia, 8-14 September 1996; Mensch und Umwelt in der Bronzezeit Europas. Berlin, 17-19. März 1997; Jahrestagung des West- und Süddeutschen Verbandes für Altertumsforschung und der Österreichischen Gesellschaft für Ur- und Frühgeschichte. Wien, Österreich, 19-24 Mai 1997; Чтения, посвященные 100-летию В.А. Городцова в Государственном Историческом музее. Москва, 14-19 апреля 2003; III (XIX) Всероссийский археологический съезд. Великий Новгород-Старая Русса» (Новгородская обл.), Россия, 24–29 октября 2011 г.; Symposium When Sweden was ruled from the Ottoman Empire. Army Museum of Sweden. 27-28 October 2014, Stockholm, Sweden; International conference „Space not only for the living: Human remains at Bronze Age setltlements in Eurasia”. Frei Universität Berlin, from the 8th to the 10th of April 2019, Berlin.
Pe parcursul anilor Eugen Sava devine membru a mai multor societăți științifice profesionale: președintele Fundației științifico-publice “Rudi-Maetonium”, Chișinău (1991-1996), președintele Comitetului Național a Muzeografilor din Republica Moldova, atașat la International Conseil des Musees (ICOM, Paris) (1993-1996), membru a Consiliului Internațional a Muzeografilor (ICOM), Paris (1993-1994), membru a Congresului Mondial a Arheologilor (WAC-World Archaeological Congress) (1993-1995), membru al Asociației Europene a Arheologilor (EAA-European Archaeological Association) (1994-2003), președintele Centrului de Protecție Cercetare a Monumentelor Istorico-Arheologice din Republica Moldova (2003-2007), președintele Consiliului Specializat de susținere a tezelor de doctor (2003-2013), membru al Comitetului Național a Monumentelor și Siturilor din Republica Moldova, atașat la Conseil International des Monuments et des Sites (ICOMOS, Paris) (2005-2015), membru a Comitetului Național a Muzeelor din Republica Moldova, atașat la International Conseil des Musees (ICOM, Paris) (2009-prezent). În același timp, activează în componența colegiilor de redacție ale unor reviste de specialitate: Tyragetia. Revista Muzeului Național de Istorie a Moldovei, Chișinău;  Revista Arheologică. Institutul Patrimoniului Cultural al AȘM, Chișinău; Studia Antiqua et Archaeologica, Universitatea Al.I. Cuza, Iași; Revista de cercetări Arheologice și Numismatice, Muzeul municipiului București și ca editor al seriilor de monografii Biblioteca „Tyragetia” și „Tyragetia International”. 
Activitatea de cercetare și-a găsit expresie în participarea sau dirijarea mai multor proeicte de cercetare naționale și internaționale: conducătorul proiectului „Investigații istorico-arheologice efectuate în microzona istorico-naturală Rudi–Tătărăuca Nouă–Arionești (raionul Dondușeni, R. Moldova)” (1993-1995); conducătorul proiectului „Patrimoniul arheologic al Republicii Moldova în contextul cultural-istoric european”, Consiliul Suprem pentru Știință și Dezvoltare Tehnologică Centrul de Protecție și Cercetare a Monumentelor Istorico-Arheologice din Republica Moldova (2004); coordonator al proiectului „Cercetarea, colectarea, conservarea și valorificarea patrimoniului cultural-istoric al țării" (2006-2008). Proiect instituțional. Republica Moldova (2006-2012); coordonator al proiectului „Valorificarea științifică și publică a tezaurului muzeal în context național/internațional". Proiect instituțional. Republica Moldova (2009-2010); coordonator al proiectului "Valorificarea științifică și promovarea diverselor categorii de patrimoniu muzeal". Proiect instituțional. Republica Moldova (2013-2014); coordonator al proiectului „Identificarea, documentarea, cercetarea și punerea în valoare a colecțiilor de patrimoniu muzeal”. Proiect instituțional. Republica Moldova (2013-2014); coordonator al proiectului „Rolul patrimoniului muzeal în dezvoltarea societății contemporane. Cercetare aplicativă.” Proiect instituțional. Republica Moldova (2015-2019); participant la proiectul arheologic internațional Construcțiile megalitice din Caucazul de Nord. Institutul de Istorie a Culturii Materiale (Rusia) și Field Research (USA). 1999-2000, 2002-2004; conducător al proiectului moldo-german „Paleoeconomia comunităților din perioada târzie a epocii bronzului în spațiul carpato-balcanic”. Centrul de Protecție și Cercetare a Monumentelor Istorico-Arheologice din Republica Moldova (Chișinău); Freie Universität (Berlin) (2003-2008); coordonator al proiectului Internațional „Situl istoric Tabăra regelui suedez Carol XII de la Varnița – valorificare și promovare”. Republica Moldova. 2016-2017; conducătorul proiectului moldo-german Die Siedlungen mobiler Viehzüchter Die mikroregionale Erschließung einer spätbronzezeitlichen Kulturlandschaft im Süden der Republik Moldova. Muzeul Național de Istorie a Moldovei (Chișinău); Freie Universität (Berlin) (2016-2019).

## Muzeografie
Eugen Sava a coordonat și organizat un șir de expoziții internaționale cu participarea Muzeului Național de Istorie a Moldovei , dintre care : 
- „Attila und die Hunnen”. Austellung in Historischen Museum der Pfalz Speyer. Deutschland (2007)[10];
- Expoziția internațională „Cucuteni-Trypillia, Una Grande Civilta dell' Antica Europa, V-III millenni a.C." Palazzo della Cancelleria, Vatican, Rome, Italy (2008)[11];
- Cucuteni Magia Ceramicii. Complexul Muzeal Național MOLDOVA, Iași[12] (Muzeul Național de Arheologie și Istorie a Moldovei, Chișinău; Muzeul Județean "Stefan cel Mare" Vaslui);
- Antichitatea târzie în bazinul Prutului. Muzeul “Vasile Pârvan”, Bârlad[13] (Muzeul Național de Arheologie și Istorie a Moldovei, Chișinău; Institutul de Arheologie, Iași; Muzeul Județean de Istorie, Botoșani; Muzeul Mixt Tecuci (2009);
- Expoziția internațională "The Lost World of Old Europe. The Danube Valley, 5000-3500 BC" ținută la New York, USA, cu participarea The Institute for the Study of the Ancient World din New York, în colaborare cu Muzeul Național de Istorie a României, Muzeului Național de Istorie a Moldovei și Muzeul regional de Istorie din Varna Arhivat în 19 februarie 2020, la Wayback Machine. (Bulgaria)[14]. Mai târziu, expoziție gazduită de Ashmolean Museum in Oxford (Marea Britanie) și Cycladic Art Museum din Atena (Grecia) (2009-2010);
- „KRIEG - Eine Archaeologishe Spurensuche”, expoziție tematică organizată de către Landesamt fur Archaeologie und Landesmuseum fur Denkmalpflege Vorgeschichte, Halle (Saale), Germania (2015-2016)[15];
- „Wisigoths, rois de Toulouse”, Musee Saint-Raymond, Musee d’Archeologie de Toulouse, France Arhivat în 9 august 2020, la Wayback Machine.[16].

## Distincții
- Diploma de gradul întâi a Guvernului RM (2006)
- Diploma de Onoare a Ministerului Culturii (2006)
- Diploma de Onoare a Ministerului Culturii (2011)
- Ordinul Gloria Muncii (2012)
- Diploma de gradul întâi a Guvernului RM (2016)
- Diploma de Onoare a Ministerului Culturii (2016);
- Diploma de merit – Academia de Științe a Moldovei (2016).

## Monografii
1. И.В. Манзура, Е.О. Клочко, Е.Н. Савва. Каменские курганы (Кишинев, „Штиинца” 1992).
2. Е.Н. Савва, Культура многоваликовой керамики Днестровско-Прутского междуречья (по материалам погребального обряда) (Кишинев, „Штиинца” 1992).
3. E. Sava, Die Bestattungen der Noua-Kultur. Ein Beitrag zur Erforschung spätbronzezeitlicher Bestattungsriten zwischen Dnestr und Westkarpaten. Mit Katalogbeitraegen von N. Boroffka, L. Dascălu, Gh. Dumitroaia, E.V. Jarovoj, T. Soroceanu. Prähistorische Archäologie in Südosteuropa. Bd 19. Oetker Voges Verlag (Kiel 2002).
4. С.М. Агульников, Е.Н. Сава, Исследование курганов на левобережье Днестра (Kишинэу, Ed. CEP USM 2004). (15,3 c.a.)
5. V. Stăvilă, E. Baciu, V. Bujac, A. Caraman, V. Malanețchi, V. Oglindă, I. Postică, Gh. Postică, E. Sava, Mereni. Monografia unui sat răzeșesc (Chișinău, Ed. Atelier 2004), 356 pag.
6. Е. Сава, Э. Кайзер, Поселение с «зольниками» у села Одая-Мичурин, Республика Молдова (Археологические и естественнонаучные исследования). // E. Sava, E. Kaiser, Die Siedlung mit „Aschehügeln“ beim Dorf  Odaia-Miciurin, Republik Moldova. Archäologische und naturwissenschaftliche Untersuchungen. Biblioteca Tyragetia XIX (Chișinău 2011).
7. E. Sava (cu contribuția M. Sîrbu, E. Mistreanu), Așezări din perioada tîrzie a epocii bronzului (culturile Noua-Sabatinovka) din spațiul pruto-nistrean. Biblioteca Tyragetia XXVI (Chișinău 2014).
8. Е. Сава, С. Агульников, И. Манзура, Исследования курганов в Буджакской степи (1980-1985). Biblioteca Tyragetia (Chișinău 2019).